# كان فاريل
كان فاريل (بالإنجليزية: Kane Farrell)‏ هو لاعب كرة قدم أسترالية أسترالي، ولد في 17 مارس 1999.

## وصلات خارجية
- كان فاريل على موقع AustralianFootball.com (الإنجليزية)
- كان فاريل على موقع AFLtables.com (الإنجليزية)